# دورسيت الشمالية (دائرة انتخابية في المملكة المتحدة)
دورسيت الشمالية (بالإنجليزية: North Dorset)‏ هي إحدى الدوائر الانتخابية في المملكة المتحدة الممثلة في مجلس العموم في برلمان المملكة المتحدة.
عضو البرلمان الذي يمثلها حالياً هو :Mr Robert Walter (Con).